# Frans Post

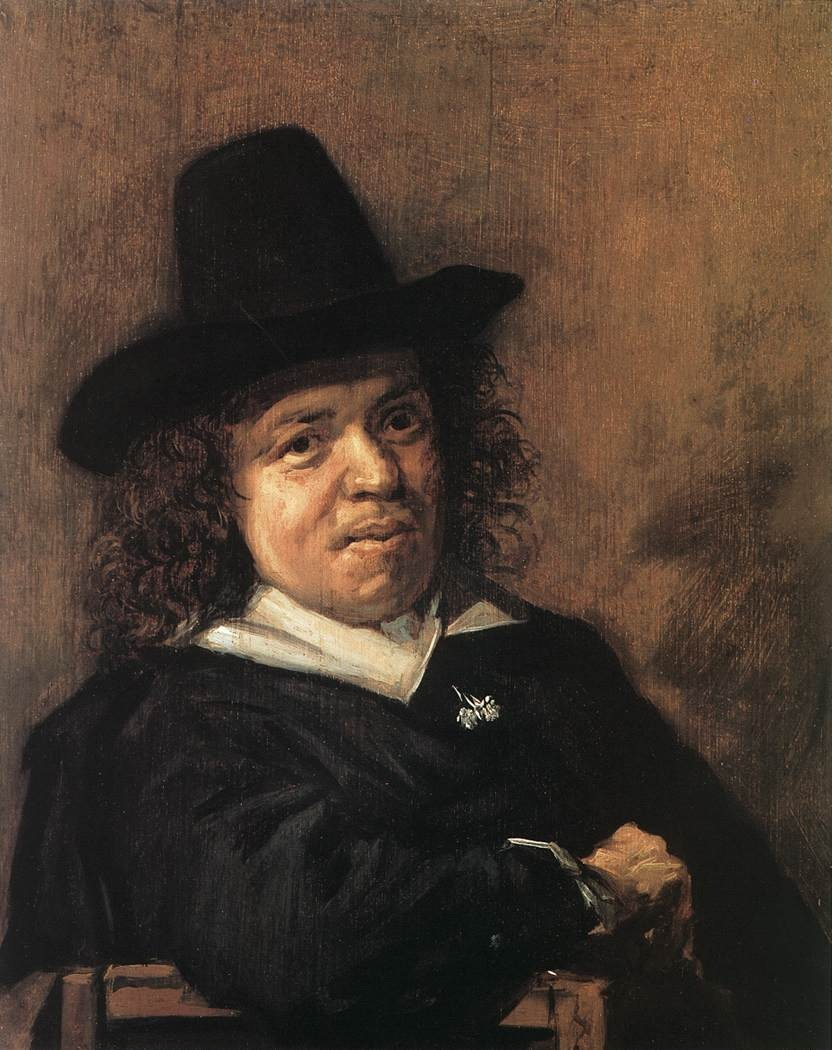
Frans Hals, Retrato de Frans Jansz. Post, Worcester Art Museum.

Frans Janszoon Post (Haarlem, 1612-Haarlem, 1680) fue un pintor barroco neerlandés. Se le conoce sobre todo por haber sido el primer europeo de la historia que pintó los paisajes de Sudamérica, concretamente de la zona de Pernambuco, en Brasil y el delta del río São Francisco.

## Biografía
Poco se sabe sobre la vida de Frans Post. La principal fuente de información es la obra Groote Schouburgh der Konstschildeus em Schilderessen (1719) de Arnold Houbraken. Este, a su vez, se basó en diversas biografías, registros de corporaciones e iglesias, y también anécdotas y episodios de pintores neerlandeses de la época en que vivía en los Países Bajos hasta finales del siglo XVII, con quien tuvo un contacto personal. 
Frans Post fue el tercer hijo de Jan Janszoon Post y Francyntie Peters. Su padre, que pintaba vidrieras en Haarlem, falleció siendo Frans muy pequeño. No se sabe cómo aprendió el joven Frans a pintar. Según Houbraken, se dedicó a la profesión de su padre antes de la partida para el Brasil, información esta que no parece encontrar apoyo en los hechos. Se cree que fue formado por su hermano mayor, el arquitecto y pintor Pieter Post (1608-1669?). Pieter trabajó con el célebre arquitecto Jacob van Campen, señalado como el constructor de la Mauritshuis, en cuya decoración interior también colaboró Pieter. Van Campen era amigo del influyente secretario del príncipe Federico Enrique de Orange y también su consejero en temas artísticos.

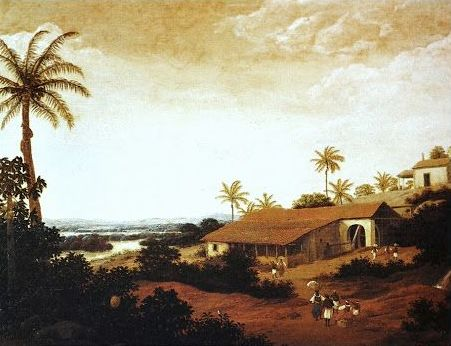
Ingenio con capilla, obra de Frans Post.

Junto con Albert Eckhout, está considerado el más relevante artista neerlandés al servicio de los Nassau en la comitiva que lo acompañó al Nordeste de Brasil a mediados del siglo XVII. El conde Juan Mauricio de Nassau-Siegen fue a administrar, por su participación en la Compañía Neerlandesa de las Indias Occidentales la recientemente conquistada colonia holandesa de Pernambuco en el noreste de Brasil. Fue una expedición que duró ocho años (1636-1644). Consigo llevó artistas y científicos para recabar y documentar información sobre geografía e historia natural. Con él fueron el físico Willem Piso y el matemático y astrónomo Georg Markgraf. 
Frans Post llegó a Brasil en 1637, con 24 años de edad, y tomó parte de diversas expediciones, con el objetivo de reunir una gran colección de dibujos con motivos brasileños para sus mecenas. De 1637 a 1644, fue el primer europeo que pintó sobre el terreno los paisajes del Nuevo Mundo. Además de numerosas pinturas, intervino en la realización de mapas. Frans Post vivió en el Palácio das Torres, con el gobernador, y parece que a lo largo de la expedición, se volvió amigo íntimo de Nassau. Solo se conservan seis cuadros realizados durante su estancia en Brasil. Son las vistas de Itamaracá, de Porto Calvo, del Forte dos Reis Magos, del río São Francisco y de la isla de Antônio Vaz, pintados del natural. 
En julio de 1644 estaba de vuelta en Haarlem, fijando su residencia en Smeetstraat. En 1646 ingresó en la guilda de San Lucas, cofradía de pintores. A su vuelta a Europa, ilustró el famoso libro de historia natural de Brasil llamado Historia Naturalis Brasiliae (1648). Se casó el 27 de marzo de 1650 en la iglesia de Sandvoort, con Jannetye Bogaret, también de Haarlem, residente en Koninckstraat, hija del profesor Salomon Bogaert. Falleció Jannetye el 7 de agosto de 1664, dejando tres hijos: Anthoni, Jan y Rachel. Post murió el 18 de febrero de 1680 y fue enterrado en la Groote-Kerk de Haarlem.

## Obra
De los poco más de doscientos cuadros de Post que se conservan, treinta y dos tienen firma y fecha, y cuarenta firmados. A través de los primeros se puede reconstruir la evolución del artista. Las fechas más extremas son 1633 - cuando Post tenía ya 1669, en que contaba con 57, dentro todas del gran siglo de la pintura neerlandesa y, en particular, de la escuela de Haarlem.

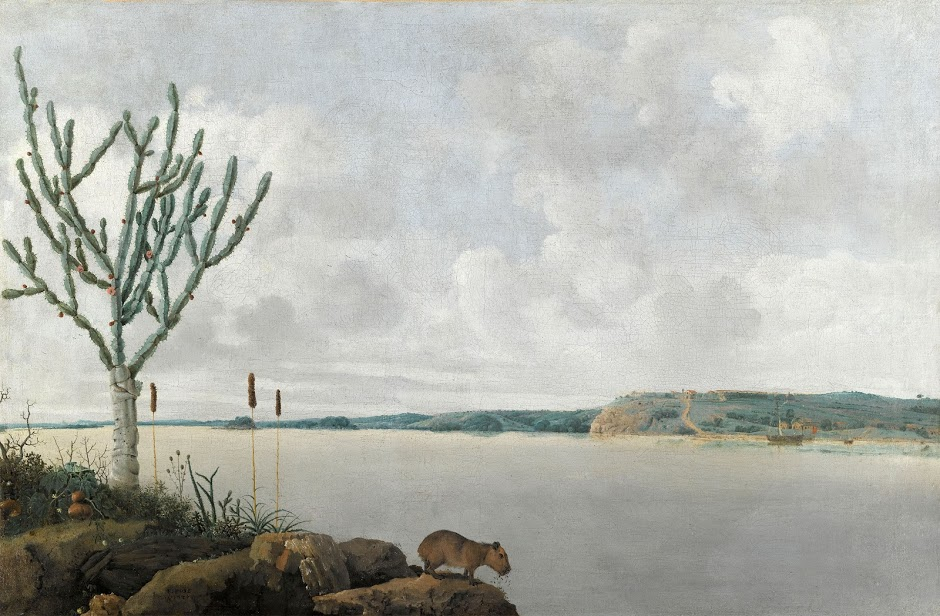
El río San Francisco, 1635, óleo sobre lienzo, 60 × 95 cm, Museo del Louvre, París.

Anteriores a su viaje a Brasil hay pocos. Solo se conoce un cuadro de 1633, un paisaje rural holandés, que revela desde luego las calidades que marcaron su obra: observación exacta, sentido de la composición y sobriedad de colorido. En Brasil procuró aplicar toda su habilidad y fijar objetivamente en la tela, los aspectos inéditos de los trópicos. Descata, con riguroso dibujo, las plantas y animales extraños con gran minuciosidad.
Al volver a Haarlem, Post trabajó en la realización de la obra histórica de Caspar Barlaeus. Sería ese trabajo, que le llevó a elaborar una treintena de dibujos a lo largo del año 1645, lo que confirmó su vocación de especialista en paisajes brasileños, en la cual se complacería durante toda la vida.
A partir de su entrada en el gremio de pintores, su estilo cambió. Sigue con la misma composición, pero la puebla de animales y salpica con notas exóticas. emplea una gama de tonos más variada. Concentra la luz sobre el fondo del paisaje. Las figuras, en escala menor, pierden su rigidez, esparciéndose por el cuadro, indicadas mediante pinceladas rápidas y nerviosas, como los perfiles de las palmeras que se esfuman contra horizontes más luminosos. Los que su obra pierde de originalidad y fuerza, lo gana en maestría y virtuosismo. 
Tiene la preocupación típicamente holandesa de retratar fielmente la fisonomía del país y, gracias a su memoria visual, ejecuta años después, en la tranquilidad de su taller, variaciones nostálgicas sobre los motivos conocidos en el lugar. Transpone y combina elementos según su fantasía. Los cuadros se repiten a menudo, proceso común de los paisajistas neerlandeses, como puede comprobarse en los innumerables molinos de Hobbema o las cascadas de Ruisdael. Al respecto, su obra representa una variedad que no era frecuente entre los pintores.
Post pintaba con pinceladas ligeras. Solo las hojas de los árboles se destacan, recortadas con un poco más de empasto. Irradian en todas direcciones, movidas por el viento. Es cierto que prefería representar en el primer plano las ramas duras de flora de la caatinga. Las hojas del papayo son las que mejor representa: empastadas, relucientes, en relieve sobre el resto de la vegetación.
En el año 1669, último cuadro datado, no acabó ciertamente la carrera de Post. En esta fase, la paleta del pintor se hace más sutil y retrocede a los tonos intensos y esmaltados de la escuela flamenca, con la típica coloración azul de Jan Brueghel el Viejo. Contra cielos de cobalto, se destacan nubes luminosas y horizontes rojizos. Es un paisaje suave alejado del realismo de sus primeros trabajos. Su pincelada, cada vez más tenues, establece las relaciones entre los accidentes naturales, el cielo y las nubes, en un mismo gesto horizontal; palmeras lánguidas dan la nota sentimental. Las obras de su fase final son las que revelan más sensibilidad. 

## Obras
- El río Sao Francisco, 1635, Museo del Louvre, París
- La isla de Itamaracá, 1637, Mauritshuis, La Haya
- Fort Fredrik Hendrik, 1640, Recife, Brasil
- La cascada de Paulo Afonso, 1649
- Hacienda, 1652, Landesmuseum Maguncia
- Ingenio con capilla, 1667
- Paisaje en los alrededores de Pernambuco, 1669